# Barrancas del Pueblito
Barrancas del Pueblito är en ort i Mexiko.   Den ligger i kommunen Santa María del Río och delstaten San Luis Potosí, i den centrala delen av landet, 300 km nordväst om huvudstaden Mexico City. Barrancas del Pueblito ligger 1 793 meter över havet och antalet invånare är 208.
Terrängen runt Barrancas del Pueblito är huvudsakligen kuperad, men åt nordväst är den platt. Runt Barrancas del Pueblito är det ganska glesbefolkat, med 22 invånare per kvadratkilometer. Närmaste större samhälle är Santa María del Río, 6,1 km sydost om Barrancas del Pueblito. Omgivningarna runt Barrancas del Pueblito är i huvudsak ett öppet busklandskap.